# Zygophylax rigida
Zygophylax rigida är en nässeldjursart som först beskrevs av John Fraser 1948.  Zygophylax rigida ingår i släktet Zygophylax och familjen Lafoeidae. Inga underarter finns listade i Catalogue of Life.